# Coiserette
Coiserette là một xã trong vùng hành chính Franche-Comté, thuộc tỉnh Jura, quận Saint-Claude (quận), tổng Les Bouchoux. Tọa độ địa lý của xã là 46° 20' vĩ độ bắc, 05° 50' kinh độ đông. Coiserette nằm trên độ cao trung bình là 650 mét trên mực nước biển, có điểm thấp nhất là 546 mét và điểm cao nhất là 1090 mét. Xã có diện tích 5.91 km², dân số vào thời điểm 1999 là 46 người; mật độ dân số là 8 người/km².

## Thông tin nhân khẩu
| 1962 | 1968 | 1975 | 1982 | 1990 | 1999 |
| ---- | ---- | ---- | ---- | ---- | ---- |
| 38   | 40   | 43   | 54   | 50   | 46   |